# 66-я гвардейская стрелковая дивизия
66-я гвардейская стрелковая Полтавская Краснознамённая дивизия — гвардейское воинское соединение РККА ВС Союза ССР, принимавшее участие в Великой Отечественной войне.
Гвардейское соединение имело действительные наименования: после демобилизации Советского Союза — 66-я механизированная дивизия, с 4 июня 1957 года — 66-я гвардейская мотострелковая дивизия, а позднее, в связи с военным реформированием — 110-й гвардейский окружной учебный центр.

## История
Стрелковая дивизия сформирована путём присвоения ей, почётного звания «Гвардейская», за мужество и героизм личного состава проявленные в боях с немецко-фашистскими захватчиками их союзниками и сателлитами, 293-й стрелковой дивизии, приказом Верховного Главнокомандующего ВС СССР, от 21 января 1943 года.
66-я гвардейская дивизия принимала участие в Великой Отечественной войне в составе 4-й гвардейской армии, 5-й гвардейской армии,18-й армии, 21-й армии, 26-й армии, 53-й армии, 66-й армии.
После окончания Великой Отечественной войны дивизия была передана в 38-ю армию Прикарпатского военного округа. Управление дивизии — город Черновцы.
Директивой от 4 июня 1957 года дивизия переформирована в 66-ю гвардейскую мотострелковую дивизию.
В конце 1980-х дивизия переформирована в 110-й окружной учебный центр в городе Черновцы.

## Награды и почётные наименования
- «Гвардейская» — почётное звание присвоено приказом Народного комиссара обороны СССР № 34 от 21 января 1943 года за проявленную отвагу в боях за Отечество с немецкими захватчиками, за стойкость, мужество, дисциплину и организованность, за героизм личного состава.
- Почетное наименование «Полтавская» — присвоено приказом Верховного Главнокомандующего от 23 сентября 1943 года в ознаменование одержанной победы и отличие в боях за освобождение города Полтава.
- Орден Красного Знамени — награждена Указом Президиума Верховного Совета СССР от 5 апреля 1945 года за образцовое выполнение заданий командования в боях с немецкими захватчиками при овладении городом Будапешт и проявленные при этом доблесть и мужество.[2]

## Состав
Новая нумерация частям дивизии присвоена 7 февраля 1943 года.
- 145-й гвардейский стрелковый Будапештский[3] полк
- 193-й гвардейский стрелковый полк
- 195-й гвардейский стрелковый полк
- 135-й гвардейский артиллерийский Ужгородский[4] полк
- 71-й отдельный гвардейский истребительно-противотанковый дивизион
- 81-я отдельная гвардейская зенитная батарея (до 5 февраля 1943 года)
- 67-я отдельная гвардейская разведывательная рота
- 74-й отдельный гвардейский сапёрный батальон
- 179-й отдельный гвардейский батальон связи (до 2.01.1945 года — 94-я отдельная гвардейская рота связи)
- 576-й (72-й) отдельный медико-санитарный батальон
- 68-я отдельная гвардейская рота химической защиты
- 649-я (70-я) автотранспортная рота
- 651-я (64-я) полевая хлебопекарня
- 662-й (65-й) дивизионный ветеринарный лазарет
- 973-я полевая почтовая станция
- 859-я полевая касса Государственного банка СССР[5]

- управление
- 145-й гвардейский учебный мотострелковый Будапештский полк (г. Черновцы);
- 193-й гвардейский учебный мотострелковый полк (г. Черновцы);
- 195-й гвардейский учебный мотострелковый полк (г. Черновцы);
- 128-й гвардейский учебный танковый полк (Сторожинец);
- 135-й гвардейский учебный артиллерийский полк (Сторожинец);
- 1292-й учебный зенитный артиллерийский полк (Сторожинец);
- 847-й отдельный ракетный дивизион (г. Сторожинец);
- 1262-й отдельный учебный разведывательный батальон (г. Черновцы);
- 179-й отдельный гвардейский учебный батальон связи (г. Черновцы);
- 74-й отдельный гвардейский учебный инженерно-сапёрный батальон (Руса);
- 524-й отдельный батальон химической защиты;
- 780-й отдельный учебный автомобильный батальон;
- 435-й отдельный учебный ремонтно-восстановительный батальон;[1]

## Периоды вхождения в состав   Действующей армии
- 21 января 1943 года - 5 февраля 1943 года
- 10 июля 1943 года – 2 марта 1944 года
- 5 апреля 1944 года – 9 мая 1945 года

Перечень № 5 Стрелковых, горнострелковых, мотострелковых и моторизованных дивизий, входивших в состав действующей армии в годы Великой Отечественной войны 1941—1945 гг. / А. П. Покровский. — М.: Министерство обороны, 1956. — 218 с.

## Командиры
- Якшин, Аким Васильевич, гвардии генерал-майор, (21.01.1943 – 28.10.1943)
- Фролов, Сергей Фролович, гвардии генерал-майор, (29.10.1943 – 08.1946)
- Чеботарёв, Григорий Сергеевич, гвардии генерал-майор, (08.1946 — 11.03.1948)
- Чернов, Григорий Иванович, гвардии генерал-майор, (11.03.1948 — 29.08.1955)
- Мороз, Владимир Игнатьевич, гвардии генерал-майор, (29.08.1955 — 29.09.1958)
- Мурашко, Михаил Ефимович, гвардии полковник, с 22.02.1963 гвардии генерал-майор, (16.09.1960 — 20.06.1966)
- Нильга, Николай Петрович, гвардии полковник, с 19.02.1968 гвардии генерал-майор, (20.06.1966 — 24.01.1973)

## Отличившиеся воины дивизии
Герои Советского Союза:
- Пилипченко, Дмитрий Алексеевич, гвардии красноармеец, стрелок 145-го гвардейского стрелкового полка.

 Кавалеры ордена Славы трёх степеней:
- Масьянов, Иван Иванович, гвардии старший сержант, помощник командира взвода пешей разведки 193-го гвардейского стрелкового полка. Указ Президиума Верховного Совета СССР от 15 мая 1946 года.
- Филиппов Михаил Логвинович, гвардии рядовой, разведчик взвода пешей разведки 193 гвардейского стрелкового полка. Указ Президиума Верховного Совета СССР от 15 мая 1946 года. Умер от ран 17 февраля 1945 года[6][7].

## В литературе
- В войну сержант 193-го полка дивизии Мансур Абдулин написал в 1985 году мемуары, в разное время изданные под разными названиями, за рубежом широкоизвестные в переводе на английский язык: 160 страниц из солдатского дневника / Страницы солдатского дневника / От Сталинграда до Днепра / Red Road from Stalingrad.